# فرودگاه ان امیناس
فرودگاه ان امیناس (به انگلیسی: In Aménas Airport) (به زبان بومی: Aéroport de In Amenas / Zarzaitine) یک فرودگاه همگانی و نظامی ۱۴۵۰۷۰ با کد یاتا IAM است که یک باند فرود بله دارد و طول باند آن آسفالت متر است. این فرودگاه در شهر ان امیناس کشور الجزایر قرار دارد و در ارتفاع ۵۶۳ متری از سطح دریا واقع شده‌است.

## شرکت‌های هواپیمایی و مقصدهای پروازی
| شرکت‌های هواپیمایی | مقصدهای پروازی                                      |
| ----------------- | --------------------------------------------------- |
| هواپیمایی الجزایر | هواری بومدین، کریم بلقاسم، اس سینیا وهران، عین بیدا |